# العلاقات الأرمنية البولندية
العلاقات الأرمينية البولندية هي العلاقات الثنائية التي تجمع بين أرمينيا وبولندا.

## مقارنة بين البلدين
هذه مقارنة عامة ومرجعية للدولتين:
| وجه المقارنة                                              | أرمينيا                    | بولندا                                                                             |
| --------------------------------------------------------- | -------------------------- | ---------------------------------------------------------------------------------- |
| المساحة (كم2)                                             | 29.74 ألف                  | 312.68 ألف                                                                         |
| عدد السكان (نسمة)                                         | 2.93 مليون                 | 38.43 مليون                                                                        |
| الكثافة السكانية (ن./كم²)                                 | 98.52                      | 122.91                                                                             |
| العاصمة                                                   | يريفان                     | وارسو                                                                              |
| اللغة الرسمية                                             | لغة أرمنية                 | اللغة البولندية                                                                    |
| العملة                                                    | درام أرميني                | زلوتي بولندي                                                                       |
| الناتج المحلي الإجمالي (بليون دولار)                      | 11.54 مليار                | 524.51 مليار                                                                       |
| الناتج المحلي الإجمالي (تعادل القوة الشرائية) بليون دولار | 25.41 مليار                | 1.02 تريليون                                                                       |
| الناتج المحلي الإجمالي الاسمي للفرد دولار أمريكي          | 3.49 ألف                   | 12.55 ألف                                                                          |
| الناتج المحلي الإجمالي للفرد دولار أمريكي                 | 8.07 ألف                   | 26.14 ألف                                                                          |
| مؤشر التنمية البشرية                                      | 0.743                      | 0.843                                                                              |
| رمز المكالمات الدولي                                      | +374                       | +48                                                                                |
| رمز الإنترنت                                              | .am، .հայ ‏                 | .pl                                                                                |
| المنطقة الزمنية                                           | ت ع م+04:00، توقيت أرمينيا | توقيت وسط أوروبا، ت ع م+01:00، ت ع م+02:00، أوروبا/وارسو ‏، توقيت وسط أوروبا الصيفي |

## مدن متوأمة
في ما يلي قائمة باتفاقيات التوأمة بين مدن أرمينية وبولندية:
- ترتبط غيومري مع بياويستوك باتفاقية توأمة منذ 1988.

## منظمات دولية مشتركة
يشترك البلدان في عضوية مجموعة من المنظمات الدولية، منها:
| علم المنظمة | اسم المنظمة                             | تاريخ انضمام أرمينيا | تاريخ انضمام بولندا |
| ----------- | --------------------------------------- | -------------------- | ------------------- |
|             | مؤسسة التنمية الدولية                   | 25 أغسطس 1993        | 28 أكتوبر 1960      |
|             | يونسكو                                  | 9 يونيو 1992         | 6 نوفمبر 1946       |
|             | وكالة ضمان الاستثمار متعدد الأطراف      | 5 ديسمبر 1995        | 29 يونيو 1990       |
|             | الأمم المتحدة                           | 2 مارس 1992          | 24 أكتوبر 1945      |
|             | مجلس أوروبا                             | 25 يناير 2001        | 26 نوفمبر 1991      |
|             | الفريق المعني برصد الأرض                | ?                    | ?                   |
|             | الاتحاد البريدي العالمي                 | ?                    | 1 مايو 1919         |
|             | البنك الدولي للإنشاء والتعمير           | 16 سبتمبر 1992       | 27 يونيو 1986       |
|             | الاتحاد الدولي للاتصالات                | 30 يونيو 1992        | 1921                |
|             | منظمة حظر الأسلحة الكيميائية            | ?                    | ?                   |
|             | مؤسسة التمويل الدولية                   | 18 أبريل 1995        | 29 ديسمبر 1987      |
|             | المنظمة الأوروبية لسلامة الملاحة الجوية | 2006                 | 2004                |
|             | منظمة التجارة العالمية                  | 5 فبراير 2003        | 1 يوليو 1995        |
|             | منظمة الشرطة الجنائية الدولية           | ?                    | ?                   |
|             | منظمة الأمن والتعاون في أوروبا          | 30 يناير 1992        | 25 يونيو 1973       |

## وصلات خارجية
- موقع وزارة الخارجية الأرمينية
- موقع وزارة الخارجية البولندية